# Cultuurabsolutisme
Cultuurabsolutisme is de filosofische positie die stelt dat culturen met elkaar vergeleken kunnen worden en dat men kan concluderen dat een bepaalde cultuur beter is dan de andere(n). Deze visie op cultuur gaat ervan uit dat elke cultuur zijn eigen normen en waardensysteem heeft.
Hierbij wordt dus absoluut vanuit een bepaalde cultuur gekeken door middel van cultuuruniversalisme. Hierdoor beoordeelt men de culturen op de normen en waarden die in die bepaalde cultuur gelden. Dit staat tegenover het cultuurrelativisme, dat stelt dat de normen en waarden in een bepaalde cultuur niet met een ander vergeleken kunnen worden, en elke cultuur vanuit zichzelf beoordeeld moet worden. Voorbeelden van cultuurabsolutisten zijn de filosofen Immanuel Kant en Georg Hegel.